# Ваэа, Мэтью
Туала Мэтью Ваэа (англ. Tuala Mathew M. Vaea, родился 12 сентября 1966 года в Мото'отуа) — самоанский регбист, в прошлом игрок на позиции скрам-хава.

## Биография
В любительскую эру регби играл за команды провинций Новой Зеландии — «Уонгануи», «Веллингтон» и «Норт-Харбор», а также за клуб «Марист Сент-Джозеф» с Самоа. В составе самоанской сборной участвовал в чемпионате мира 1991 года, где его команда вышла в четвертьфинал. Дебютный тест-матч провёл 28 мая 1991 года в Нукуалофа против Тонга, последнюю игру — против Шотландии 18 ноября 1995 года в Эдинбурге. В 8 играх набрал 25 очков — из 25 очков 8 он набрал благодаря одной реализации и двум штрафным в победном для самоанцев матче чемпионата мира 1991 года против Уэльса.
В 2011 году Ваэа был менеджером самоанской сборной на чемпионате мира в Новой Зеландии, однако после чемпионата мира был уволен с поста, а в своей родной деревне оштрафован на 100 свиней (около 2,5 тысяч долларов США) — как оказалось, имевший в своей деревне титул «туала» Ваэа во время пребывания в Новой Зеландии не исполнял свои тренерские обязанности, относясь к своей поездке как к отпуску, и часто выпивал. По мнению болельщиков, из-за этого самоанцы не вышли из группы, вопреки ожиданиям после победы в тест-матче над сборной Австралии. Ваэа выплатил эквивалент штрафа в размере 2 тысяч самоанских тал (около 535 британских фунтов или 840 долларов США) и извинился перед старейшинами деревни. О поведении менеджера разболтался капитан самоанцев Махонри Швальгер. В связи со скандалом президент Самоанского регбийного союза и премьер-министр Туилаэпа Саилеле Малиелегаои потребовал провести аудит и предоставить все данные по поводу расходов сборной Самоа во время чемпионата мира. После увольнения было объявлено о поиске новых менеджеров для сборной.
В 2018 году Ваэа назначен исполнительным директором Ассоциации спорта Самоа и Национального олимпийского комитета.